# Palazzo Besenghi degli Ughi
Il Palazzo Besenghi degli Ughi è uno storico edificio della città di Isola d'Istria.

## Storia
Il palazzo venne eretto tra gli 1775 e il 1781 secondo il progetto dell'architetto Filippo Dongetti di Milano su commissione della potente famiglia istriana dei Besenghi, il cui esponente più noto fu il poeta ottocentesco Pasquale Giuseppe Besenghi degli Ughi.
L'edificio ospita oggi una scuola di musica ed è sede della locale comunità italiana.

## Descrizione
Il palazzo presenta uno stile tardo-barocco. In un cantone della facciata trova spazio un'antica statua di un leone, risalente al XIII secolo. All'interno è ospitata la grande biblioteca della famiglia Besenghi, composta da circa tre migliaia di libri e manoscritti dei secoli XVI e XVII.